# Personaggi di The Librarian

I personaggi principali della serie The Librarians. Da sinistra a destra: Ezekiel, Flynn, Eve, Jacob e Cassandra.

Questa voce contiene un elenco dei personaggi presenti nel media franchise The Librarian, comprendente una trilogia di film per la televisione e la serie televisiva The Librarians.

## Personaggi principali
| Personaggio          | Interprete                                                    | Film TV                           | Film TV                             | Film TV                            | The Librarians | The Librarians | The Librarians | The Librarians |
| Personaggio          | Interprete                                                    | Alla ricerca della lancia perduta | Ritorno alle miniere di Re Salomone | La maledizione del calice di Giuda | 1              | 2              | 3              | 4              |
| -------------------- | ------------------------------------------------------------- | --------------------------------- | ----------------------------------- | ---------------------------------- | -------------- | -------------- | -------------- | -------------- |
| Flynn Carsen         | Noah Wyle                                                     |                                   |                                     |                                    |                |                |                |                |
| Charlene             | Jane Curtin                                                   |                                   |                                     |                                    |                |                |                |                |
| Judson               | Bob Newhart                                                   |                                   |                                     |                                    |                |                |                |                |
| Margie Carsen        | Olympia Dukakis                                               |                                   |                                     |                                    |                |                |                |                |
| Edward Wilde         | Kyle MacLachlan                                               |                                   |                                     |                                    |                |                |                |                |
| Nicole Noone         | Sonya Walger (nel primo film) Rachel Nichols (nella serie TV) |                                   |                                     |                                    |                |                |                |                |
| "Zio" Jerry          | Robert Foxworth                                               |                                   |                                     |                                    |                |                |                |                |
| Emily Davenport      | Gabrielle Anwar                                               |                                   |                                     |                                    |                |                |                |                |
| Professor Lazlo      | Bruce Davison                                                 |                                   |                                     |                                    |                |                |                |                |
| Simone Renoir        | Stana Katic                                                   |                                   |                                     |                                    |                |                |                |                |
| Sergei Kubichek      | Dikran Tulaine                                                |                                   |                                     |                                    |                |                |                |                |
| Colonnello Eve Baird | Rebecca Romijn                                                |                                   |                                     |                                    |                |                |                |                |
| Jacob Stone          | Christian Kane                                                |                                   |                                     |                                    |                |                |                |                |
| Cassandra Cillian    | Lindy Booth                                                   |                                   |                                     |                                    |                |                |                |                |
| Ezekiel Jones        | John Kim                                                      |                                   |                                     |                                    |                |                |                |                |
| Jenkins              | John Larroquette                                              |                                   |                                     |                                    |                |                |                |                |

- Legenda:      nel cast principale;      nel cast ricorrente;      apparizione guest;      non presente nel cast.

### Introdotti nei film
- Flynn Carsen (film 1-3; ricorrente stagioni 1-4); interpretato da Noah Wyle, doppiato da Massimo De Ambrosis e da Alberto Bognanni (nel secondo film).

Il protagonista dei tre film è un geniale topo di biblioteca che possiede ventidue titoli accademici. Completamente dedito allo studio, Flynn avrebbe continuato nella sua strada di studente se uno dei suoi professori non l'avesse cacciato da scuola, obbligandolo ad affrontare la vita reale. Flynn per questo cerca lavoro come bibliotecario in una biblioteca di New York e inaspettatamente ottiene il lavoro, senza sapere che la "Biblioteca" è in realtà un ordine segreto che protegge pezzi magici e mitici dell'antichità. Flynn diventa così il "Bibliotecario", il cui ruolo è quello di recuperare questi preziosi manufatti. Flynn, inoltre, per via paterna, è uno dei discendenti dell'Ordine dei Massoni criptici, il cui compito è quello di proteggere i segreti di Salomone.
In The Librarians, è costretto ad affrontare una serie di minacce e problemi che lo distraggono dalle altre missioni da Bibliotecario; quindi decide di reclutare alcuni dei pretendenti a diventare Bibliotecari (invitati anche loro al colloquio da lui vinto anni prima) e di formare una nuova squadra, decidendo di tenere un basso profilo e intervenendo solamente quando la situazione richiede la sua esperienza.
- Charlene (film 1-3; guest star stagioni 1, 3); interpretata da Jane Curtin, doppiata da Rita Savagnone (nei film) e da Daniela Nobili (nella serie TV).

La burocratica dipendente della Biblioteca che interroga Flynn al suo primo colloquio. È stata la prima Custode del primo Bibliotecario. Nella serie televisiva, compare nel primo episodio ... e la corona di Re Artù, mentre nella terza stagione negli episodi ... e le fauci della morte, dove scapperà dal Perù dopo l'attacco di Apopi, ... e l'inevitabile separazione dove verrà mandata da Jenkins in un'altra dimensione, per poi comparire nello specchio e dare dei consigli a Flynn, con Judson, nell'episodio ...e la furia del caos.
- Judson (film 1-3; guest star stagioni 1, 3); interpretato da Bob Newhart, doppiato da Giorgio Lopez.

Il capo della Biblioteca, mentore dei nuovi Bibliotecari. Egli è in grado di comunicare con il Bibliotecario ovunque nel mondo. Si è accennato che Judson possa essere il fondatore della Biblioteca e che possa avere più di 2000 anni.
- Margie Carsen (film 1-2); interpretata da Olympia Dukakis, doppiata da Daniela Debolini.

La madre di Flynn. In The Librarians si accenna che possa essere morta.
- Edward Wilde (film 1); interpretato da Kyle MacLachlan, doppiato da Angelo Maggi.

Il Bibliotecario precedente a Flynn. Finge la sua morte e si unisce alla Confraternita del Serpente, divenendo l'antagonista principale del primo film.
- Nicole Noone (film 1; ricorrente stagione 4); interpretata da Sonya Walger (nel primo film) e da Rachel Nichols (nella serie TV), doppiata da Eleonora De Angelis (nel film) e da Angela Brusa (nella serie TV).

È stata la prima Custode di Flynn che lavorava da cinque anni per la Biblioteca. Nicole, innamorata di Edward anni prima, diventa in seguito la fidanzata di Flynn. Apparentemente morta a causa dell'esplosione della macchina del tempo, è in realtà stata trasportata indietro di 500 anni, diventando poi immortale. Un secolo prima degli eventi della serie è stata imprigionata dalla Biblioteca, per aver messo in dubbio il suo reale ruolo.
- "Zio" Jerry (film 2); interpretato da Robert Foxworth.

Un amico di vecchia data del padre di Flynn che si rivelerà poi essere l'antagonista del secondo film. L'uomo è un ricco imprenditore che vuole ritrovare le miniere del Re Salomone per poter tornare indietro nel tempo e riconquistare Margie Carsen, a suo dire rubatagli dal padre di Flynn. È stato Jerry a uccidere il padre di Flynn dopo che il suo amico si era rifiutato ripetutamente di dirgli dove si trovavano le miniere di Re Salomone poiché aveva intuito cosa aveva in mente di fare e dopo l'ennesimo rifiuto Jerry aveva sparato al padre di Flynn e aveva atteso per anni l'occasione di ottenere l'ubicazione del luogo cercato per mettere in atto il suo piano.
- Emily Davenport (film 2); interpretata da Gabrielle Anwar.

Emily è un'archeologa che detiene venticinque titoli accademici, tre più di Flynn. La ragazza aiuta Flynn nella ricerca delle miniere di Re Salomone. Inizialmente Emily non crede all'esistenza delle miniere di Re Salomone ma poi dopo aver capito la natura del lavoro di Flynn decide di credere in lui per vedere se tutto che ha sempre ritenuto solo leggende sia vero in realtà. Dopo aver scoperto con Flynn l'esistenza delle miniere di Re Salomone comincia a sua volta a cercare anche lei tesori magici diventando simile a Flynn.
- Professor Lazlo (film 3); interpretato da Bruce Davison, doppiato da Luca Biagini.

Un anziano paralizzato, brillante professore presso l'Università di Bucarest. Apparentemente innocuo, viene preso in ostaggio dal malvagio Kubichek, ma rivela poi di essere lui Vlad Dracula, indebolito dopo aver morso una persona malata di colera, centinaia di anni fa.
- Simone Renoir (film 3); interpretata da Stana Katic, doppiata da Sabrina Duranti.

Una giovane cantante jazz che utilizza i suoi poteri ipnotici per affascinare Flynn. Trasformata in vampiro circa 400 anni fa, Simone ha dedicato tutta la sua vita alla ricerca dell'uomo che l'ha trasformata così per potersi vendicare. La ragazza collabora con Flynn per poter sconfiggere coloro che sperano di utilizzare il calice di Giuda per i loro scopi malvagi.
- Sergei Kubichek (film 3); interpretato da Dikran Tulaine, doppiato da Francesco Pannofino.

Un ex agente del KGB che vuole resuscitare Vlad Dracula, per poter creare un esercito di vampiri, senza sapere che il Conte Dracula sia in realtà il Professor Lazlo. Dopo essere stato trasformato in vampiro dal professore, viene ucciso da una granata.

### Introdotti in The Librarians
- Colonnello Eve Baird (stagioni 1-4); interpretata da Rebecca Romijn, doppiata da Claudia Razzi.

Una colonnello della sezione antiterrorismo della NATO, scelta dalla Biblioteca per essere la nuova Custode, per via delle sue abilità militari. Generalmente viene chiamata solamente Colonnello Baird, ma il suo nome di battesimo è Eve, come Christmas Eve (vigilia di Natale in inglese), scelto dai suoi genitori per via del giorno della sua nascita, il 24 dicembre.
- Jacob "Jake" Stone (stagioni 1-4); interpretato da Christian Kane, doppiato da Christian Iansante.

Uno dei tre BIT (Bibliotecari in Training), scelti da Flynn. Un cowboy dell'Oklahoma con un altissimo quoziente intellettivo, esperto di storia e architettura, che ha dedicato la sua vita a scrivere libri, sotto molteplici pseudonimi. Dieci anni prima non si presentò ai colloqui per diventare Bibliotecario per aiutare la sua famiglia a mantenere a galla la propria attività.
- Cassandra "Kessie" Cillian (stagioni 1-4); interpretata da Lindy Booth, doppiata da Francesca Fiorentini.

La seconda dei tre BIT (Bibliotecari in Training). Una scienziata e matematica affetta da sinestesia, causata da un tumore "grande come un chicco d'uva" al cervello. Non partecipò ai provini per diventare Bibliotecaria dieci anni prima, perché si trovava in ospedale.
- Ezekiel Jones (stagioni 1-4); interpretato da John Kim, doppiato da Lorenzo De Angelis.

Il terzo dei tre BIT (Bibliotecari in Training). Un ladro di livello mondiale e hacker solitario, esperto di tecnologie. Dieci anni prima rifiutò l'invito a diventare Bibliotecario, ritenendo di aver ricevuto la lettera per errore. In passato ha lavorato nell'MI6.
- Jenkins (stagioni 1-4); interpretato da John Larroquette, doppiato da Paolo Marchese.

Il mentore del quartetto, esperto di magia. In un episodio rivela di essere Galahad, cavaliere della Tavola Rotonda e abile spadaccino.

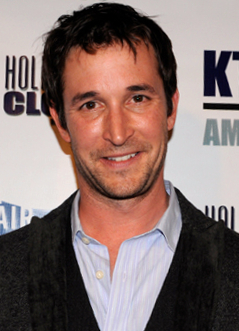
Noah Wyle interpreta Flynn Carsen.
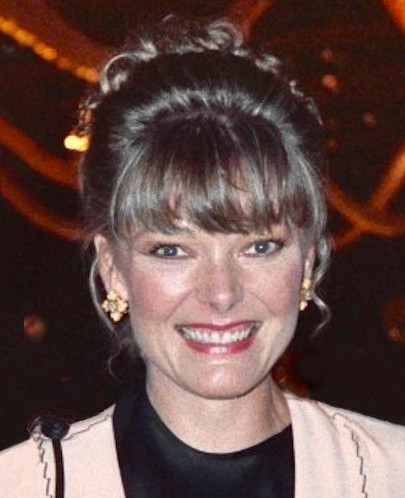
Jane Curtin interpreta Charlene.
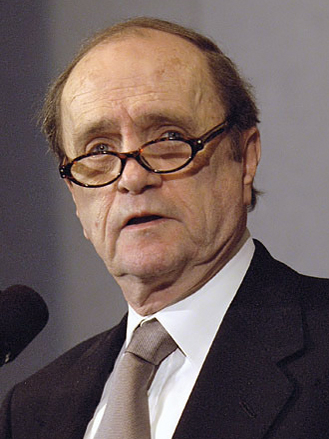
Bob Newhart interpreta Judson.
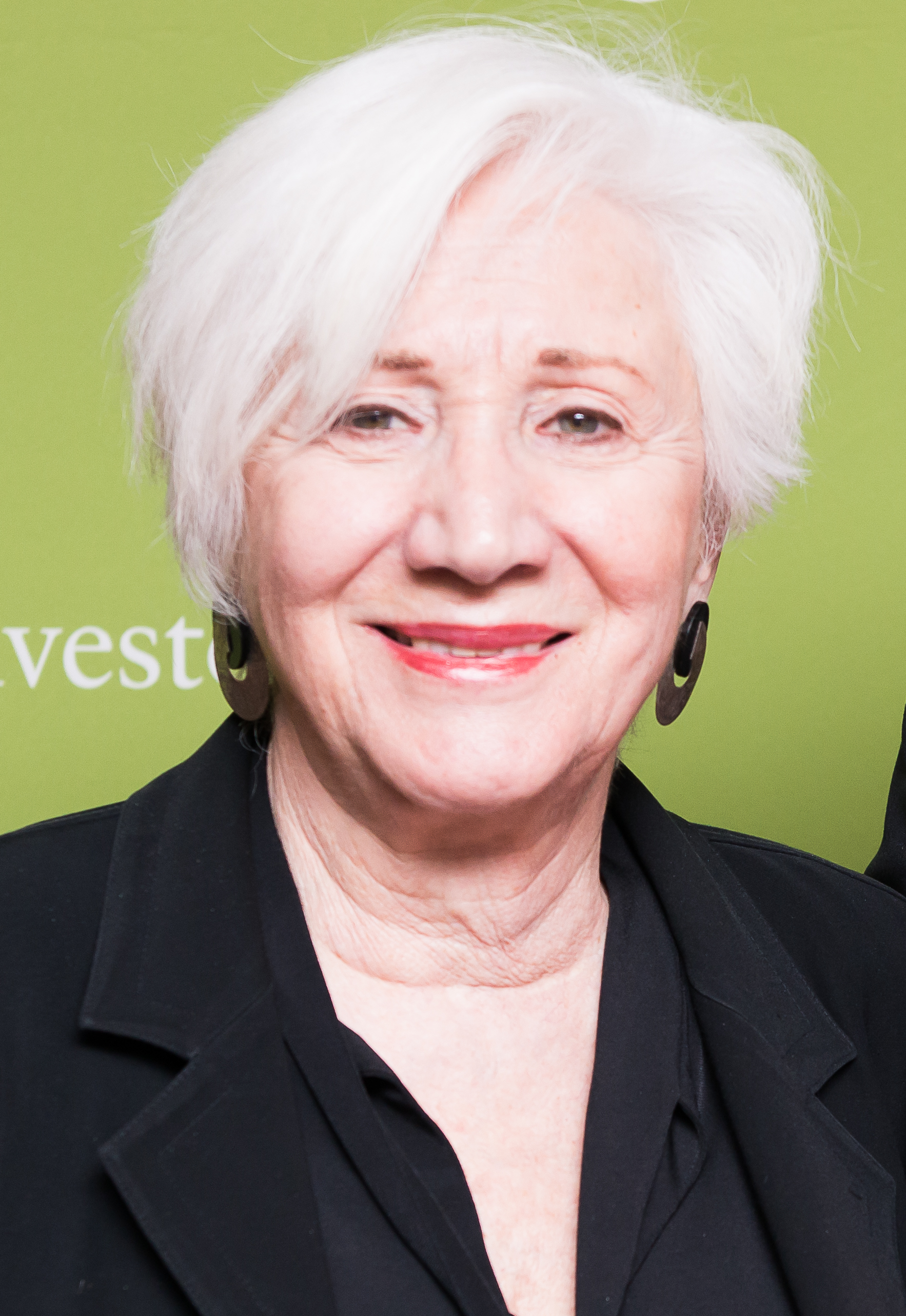
Olympia Dukakis interpreta Margie Carsen.
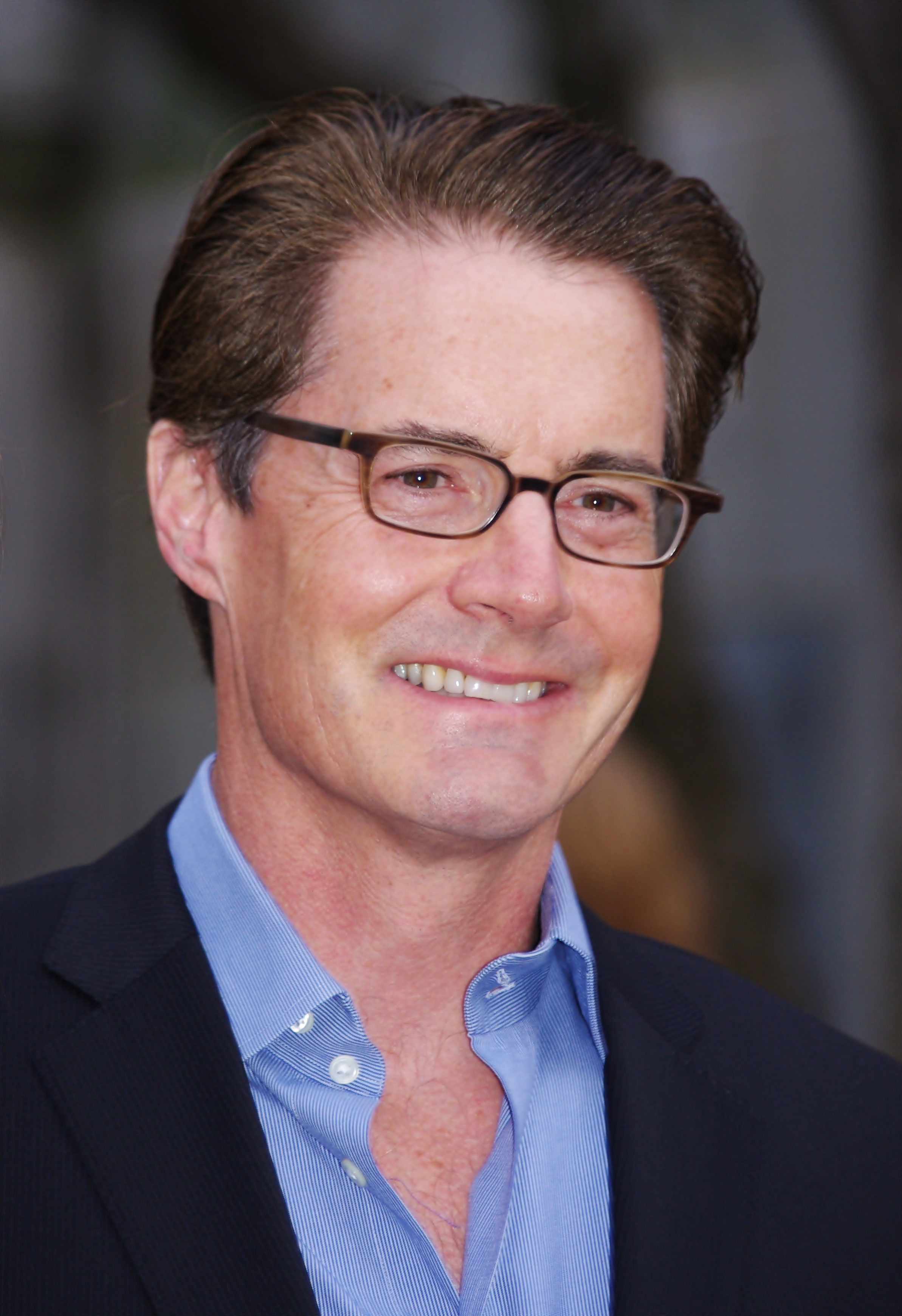
Kyle MacLachlan interpreta Edward Wilde.
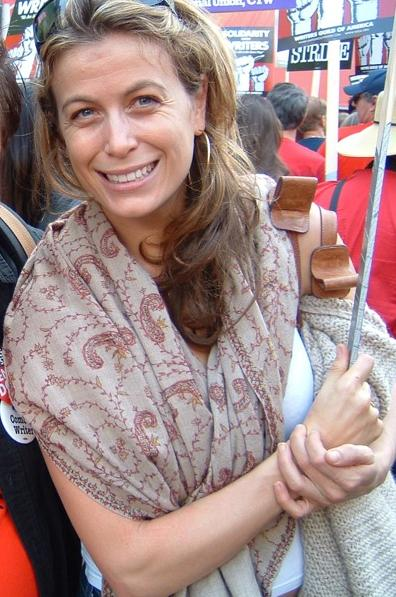
Sonya Walger interpreta Nicole Noone nel primo film.
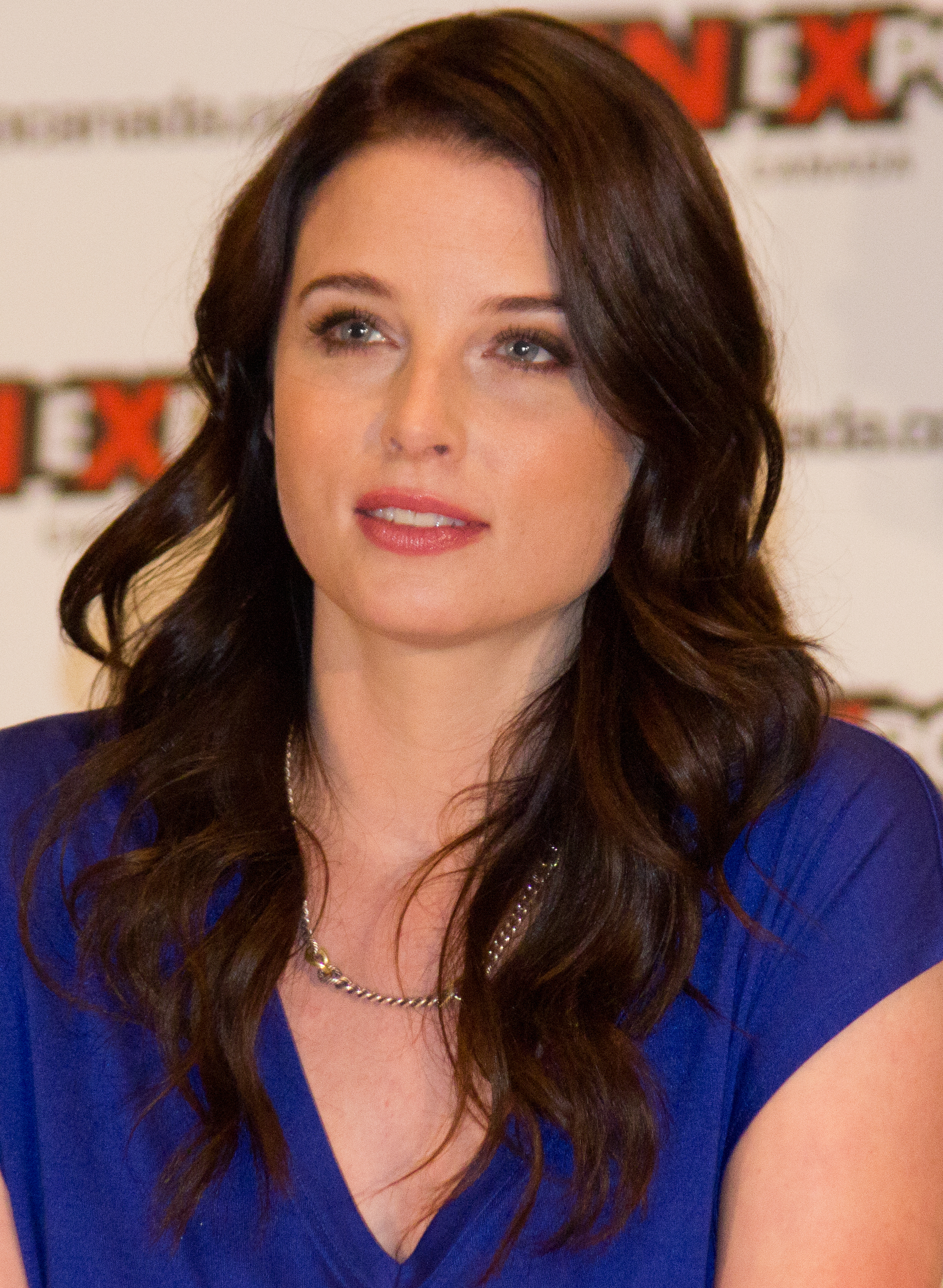
Rachel Nichols interpreta Nicole Noone nella serie TV.
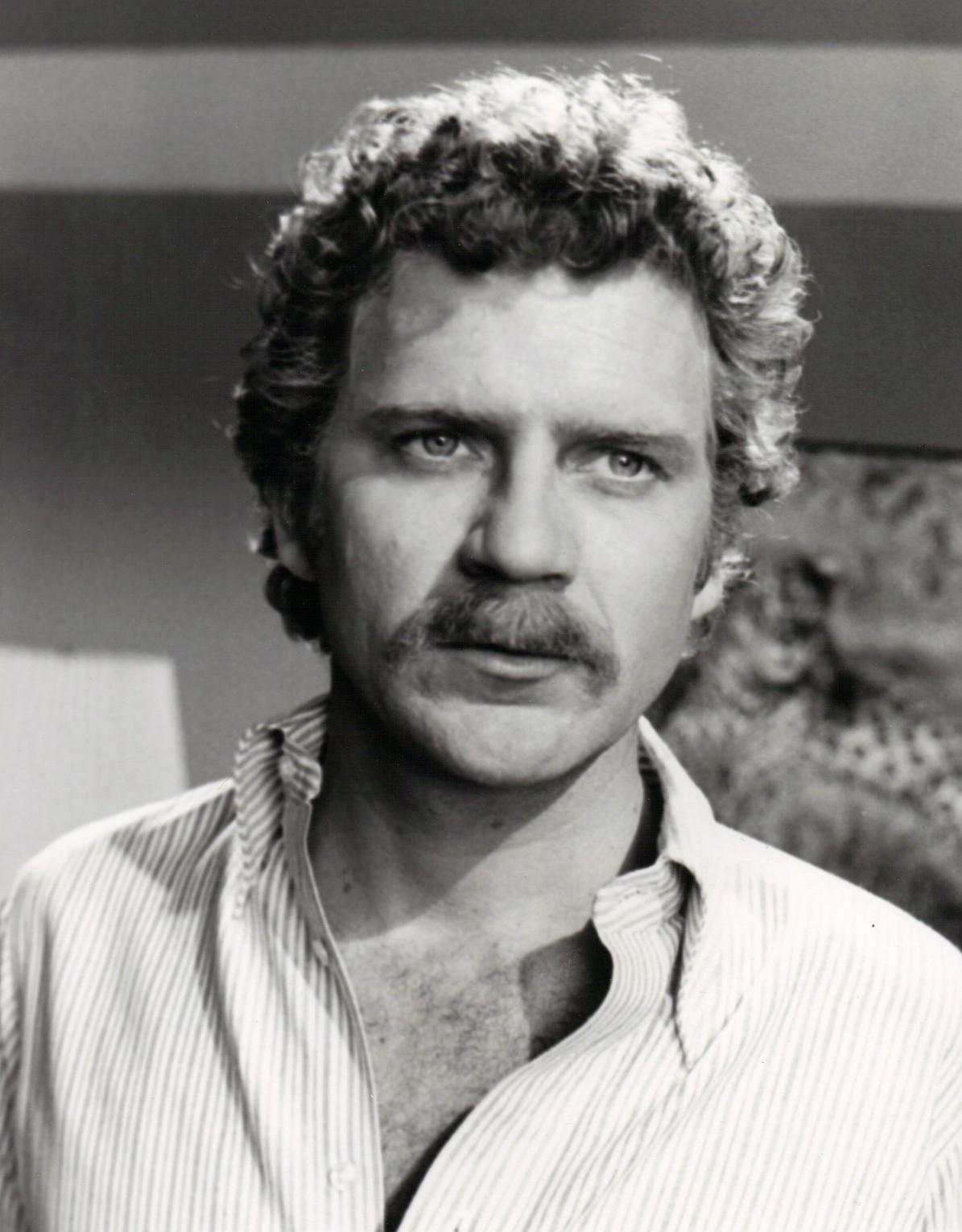
Robert Foxworth interpreta lo "Zio" Jerry.
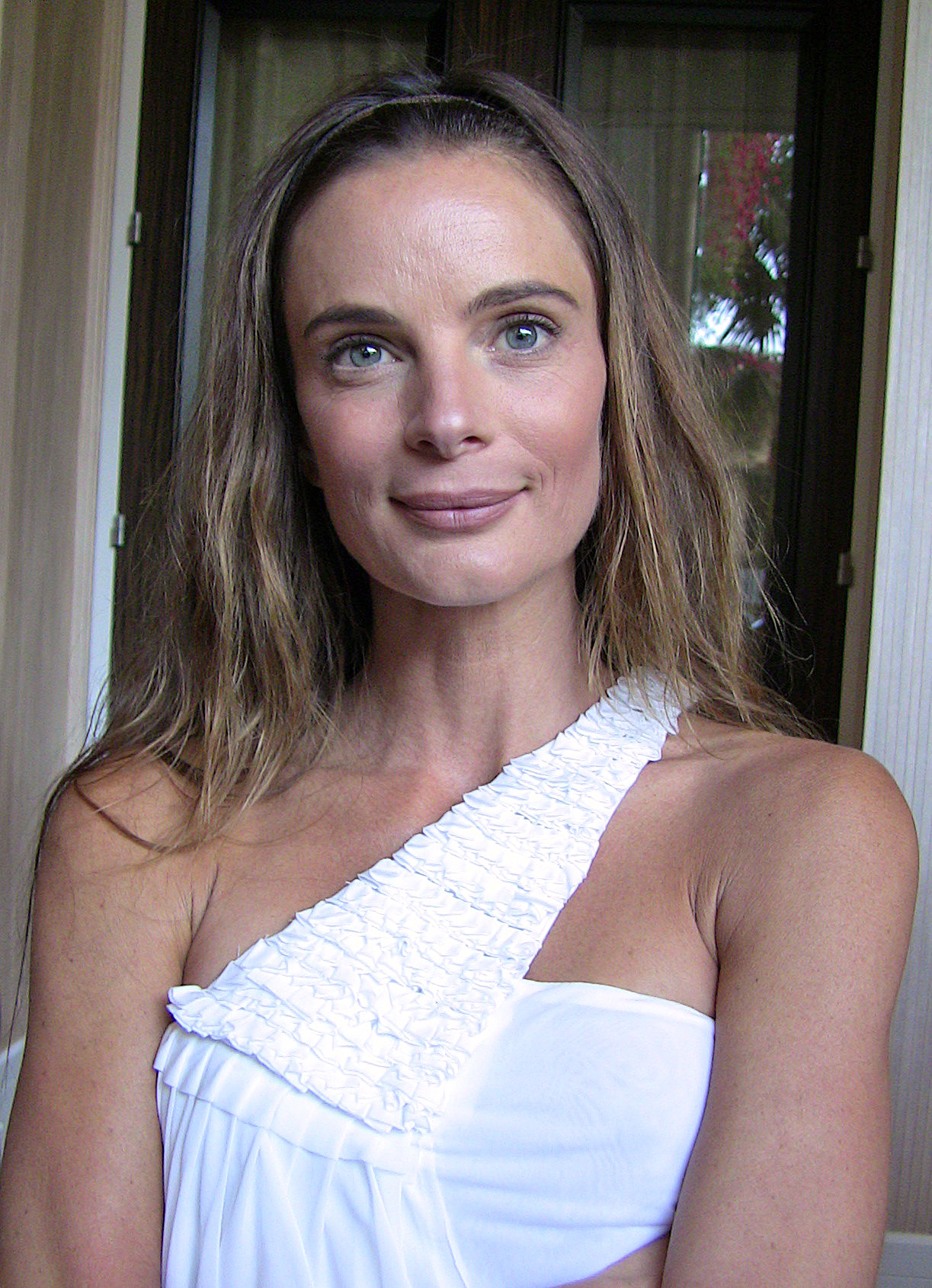
Gabrielle Anwar interpreta Emily Davenport.
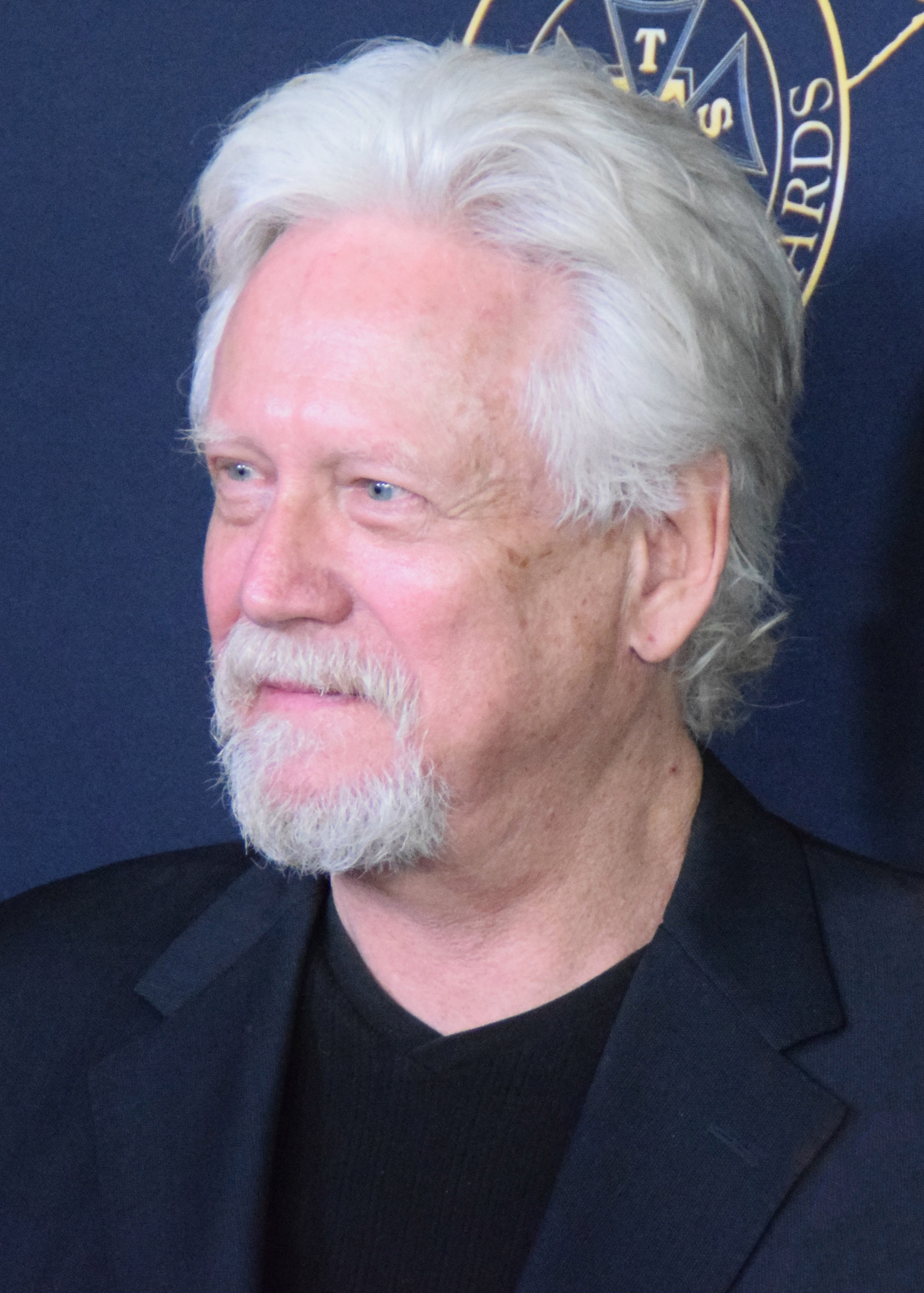
Bruce Davison interpreta il Professor Lazlo/Vlad.
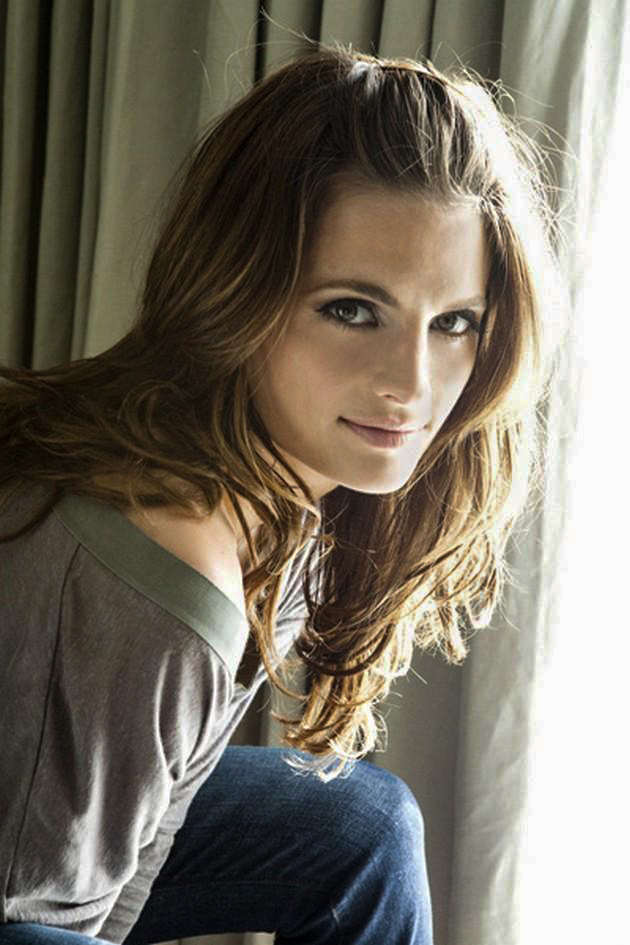
Stana Katic interpreta Simone Renoir.
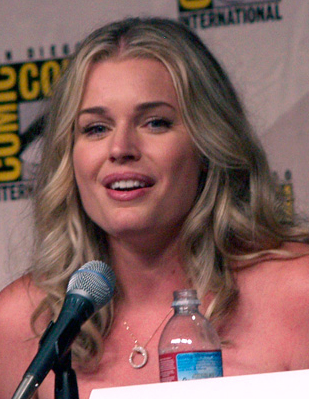
Rebecca Romijn interpreta Eve Baird.
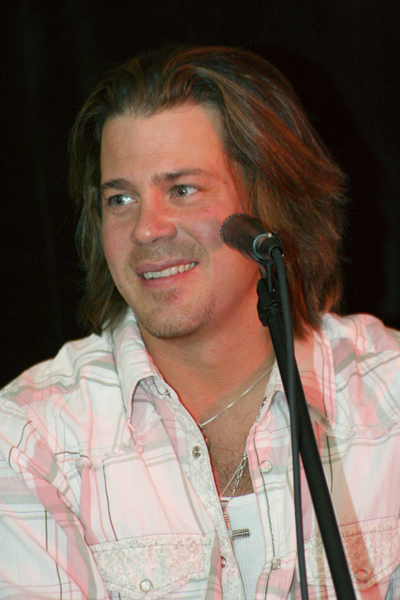
Christian Kane interpreta Jacob Stone.
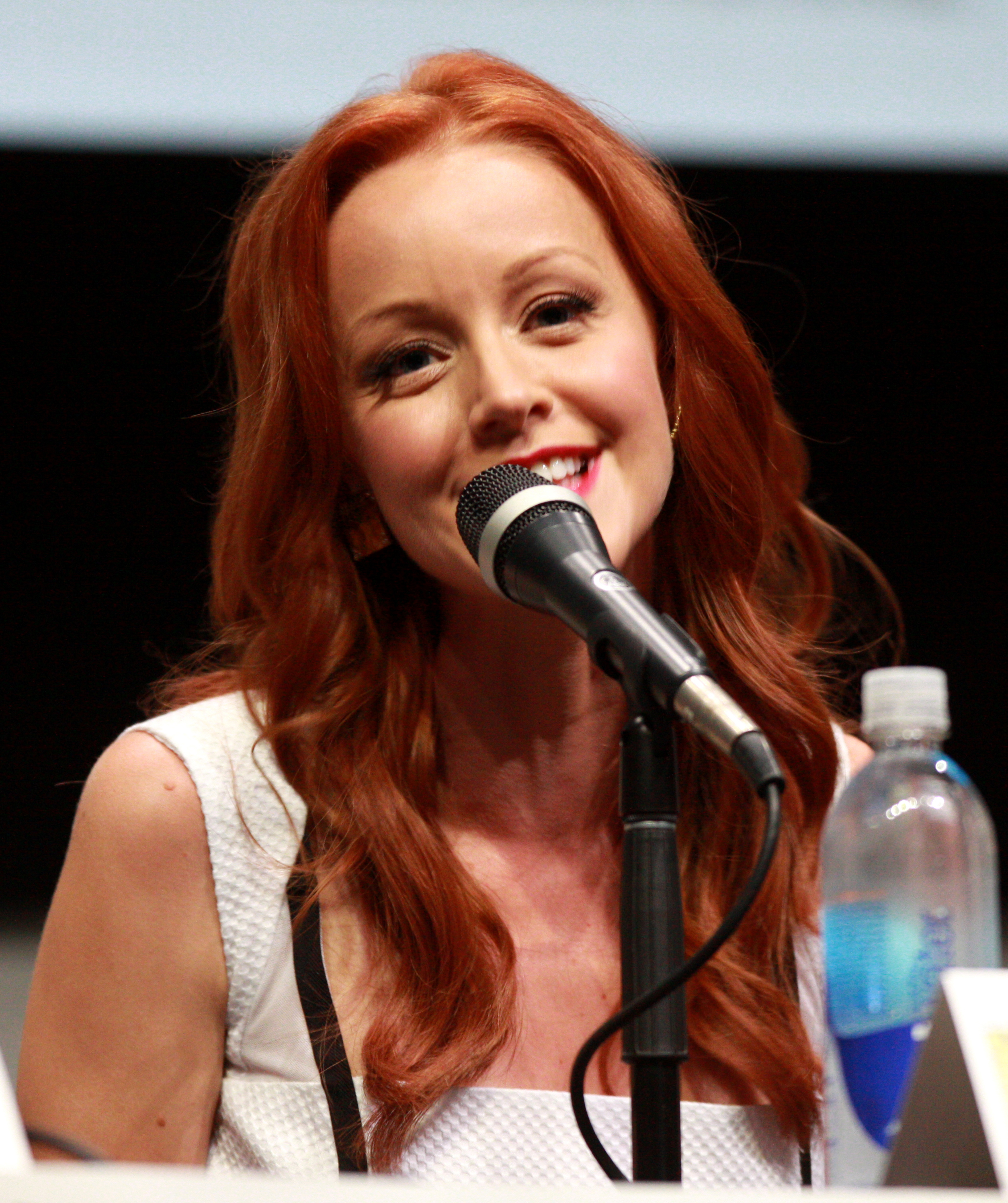
Lindy Booth interpreta Cassandra Cillian.
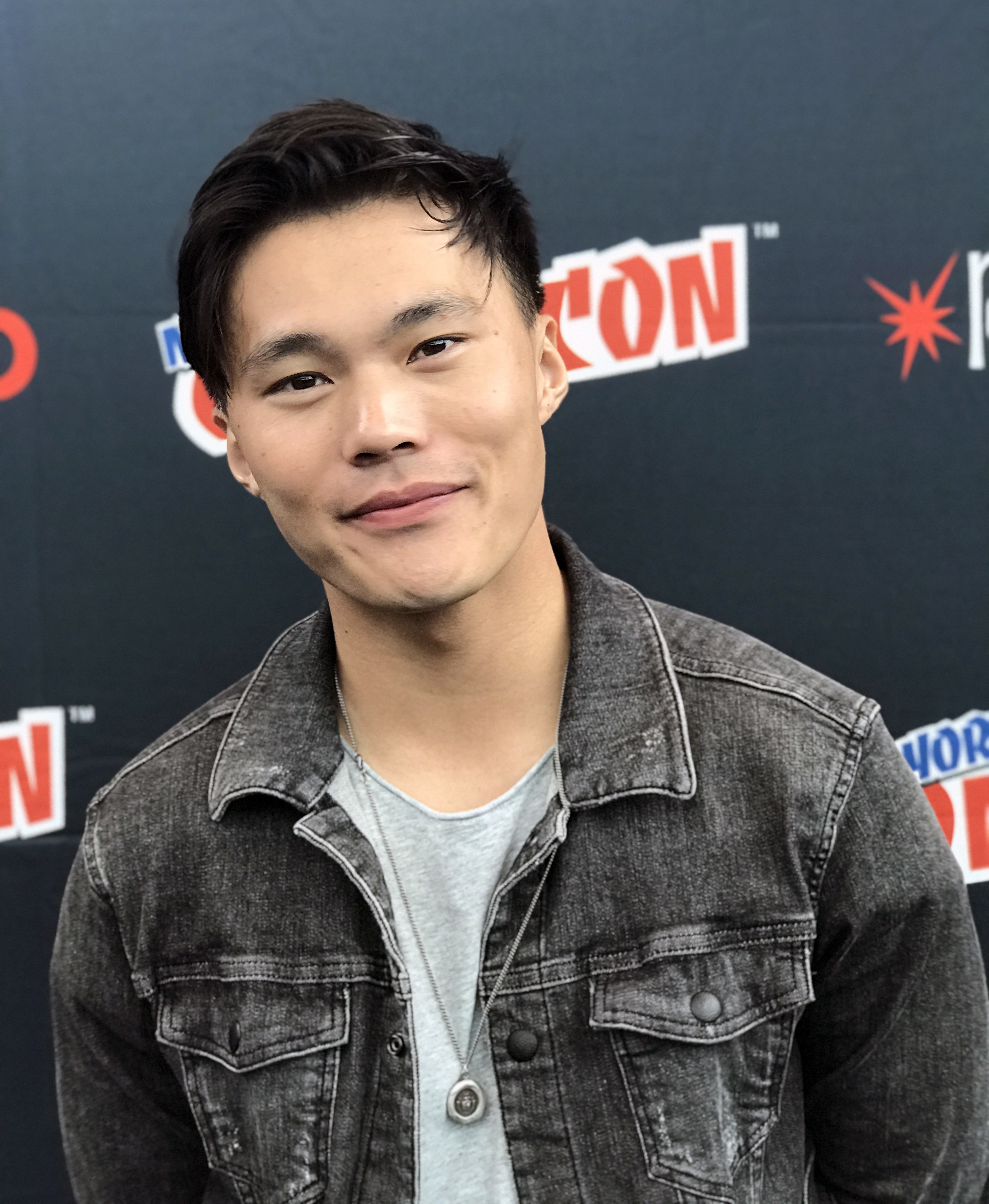
John Kim interpreta Ezekiel Jones.
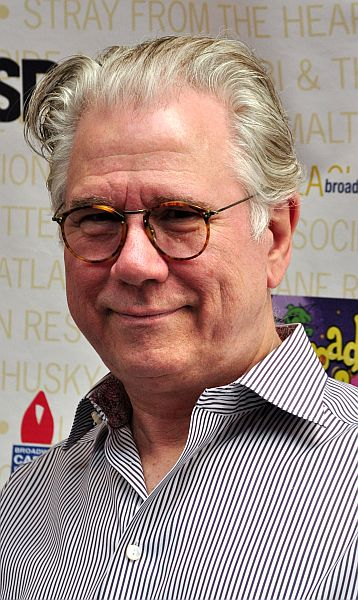
John Larroquette interpreta Jenkins/Galahad.

## Personaggi secondari

### Introdotti nei film
- Debra Markham Porter (film 1-2); interpretata da Lisa Brenner.

La figlia di un'amica di Margie Carsen, amica di Flynn.
- Lana (film 1); interpretata da Kelly Hu, doppiata da Tiziana Avarista.

Un membro di alto grado della Confraternita del Serpente, spalla di Wilde. Viene sconfitta da Nicole.
- Jomo (film 2); interpretato da Hakeem Kae-Kazim.

La guida keniota che aiuta Flynn ed Emily, nel viaggio alla ricerca delle miniere di Salomone.
- Generale Samir (film 2); interpretato da Erick Avari.

Il generale di una milizia africana alle dipendenze di Jerry.
- Ivan (film 3); interpretato da Jason Douglas, doppiato da Roberto Draghetti.

Il capo degli scagnozzi di Sergei Kubichek. Si sacrifica per uccidere il suo capo, ormai diventato un vampiro.
- Katie (film 3); interpretata da Beth Burvant, doppiata da Rossella Acerbo.

La fidanzata di Flynn che lo lascia all'inizio del terzo film.
- Andrew (film 3); interpretato da Werner Richmond, doppiato da Simone Mori.

Il tassista che guida Flynn per New Orleans.
- Nicolai (film 3); interpretato da Stephen David Calhoun.

Uno degli scagnozzi di Kubichek.

### Introdotti in The Librarians
- Dulaque (stagione 1); interpretato da Matt Frewer, doppiato da Paolo Buglioni.

Il misterioso leader immortale della Confraternita del Serpente. Si rivela essere in realtà Sir Lancillotto.
- Lamia (stagione 1); interpretata da Lesley-Ann Brandt, doppiata da Daniela Calò.

La seconda in comando della Confraternita del Serpente. È abile nelle arti marziali e nell'uso della spada. Viene poi uccisa, per un sacrificio, da Dulaque.
- Prospero (stagione 2); interpretato da Richard Cox.

Il personaggio immaginario creato da William Shakespeare che vuole riottenere i suoi poteri magici. Si rivela poi essere il vero e proprio Shakespeare, posseduto dal suo personaggio.
- Professor Moriarty (stagione 2); interpretato da David S. Lee, doppiato da Francesco Prando.

Un personaggio immaginario, invocato da Prospero e diventato il suo aiutante personale.
- Dama del Lago (stagione 2); interpretata da Beth Riesgraf.

Una figura enigmatica che funge da portavoce di un collettivo intellettuale che comprende i costrutti scientifici che stanno dietro alla magia.
- Apopi (stagione 3); interpretato da Amin El Gamal[11].

Il dio egizio del caos che mira a conquistare il mondo. Per la maggior parte della serie appare solamente come uno sciame di insetti che prende possesso dei corpi altrui: si scopre il suo vero aspetto nell'episodio ... e la furia del caos. Era stato intrappolato in un sarcofago centinaia di anni prima, da Judson e Charlene.
- Cynthia Rockwell (stagione 3); interpretata da Vanessa L. Williams, doppiata da Roberta Pellini.

Il generale a capo del D.O.S.A. (Dipartimento Osservazioni Statisticamente Anomale). Dopo un'intrusione nella Biblioteca grazie a Eve, che si rivelerà essere un piano della custode e di Flynn, Apopi si impossesserà di lei.

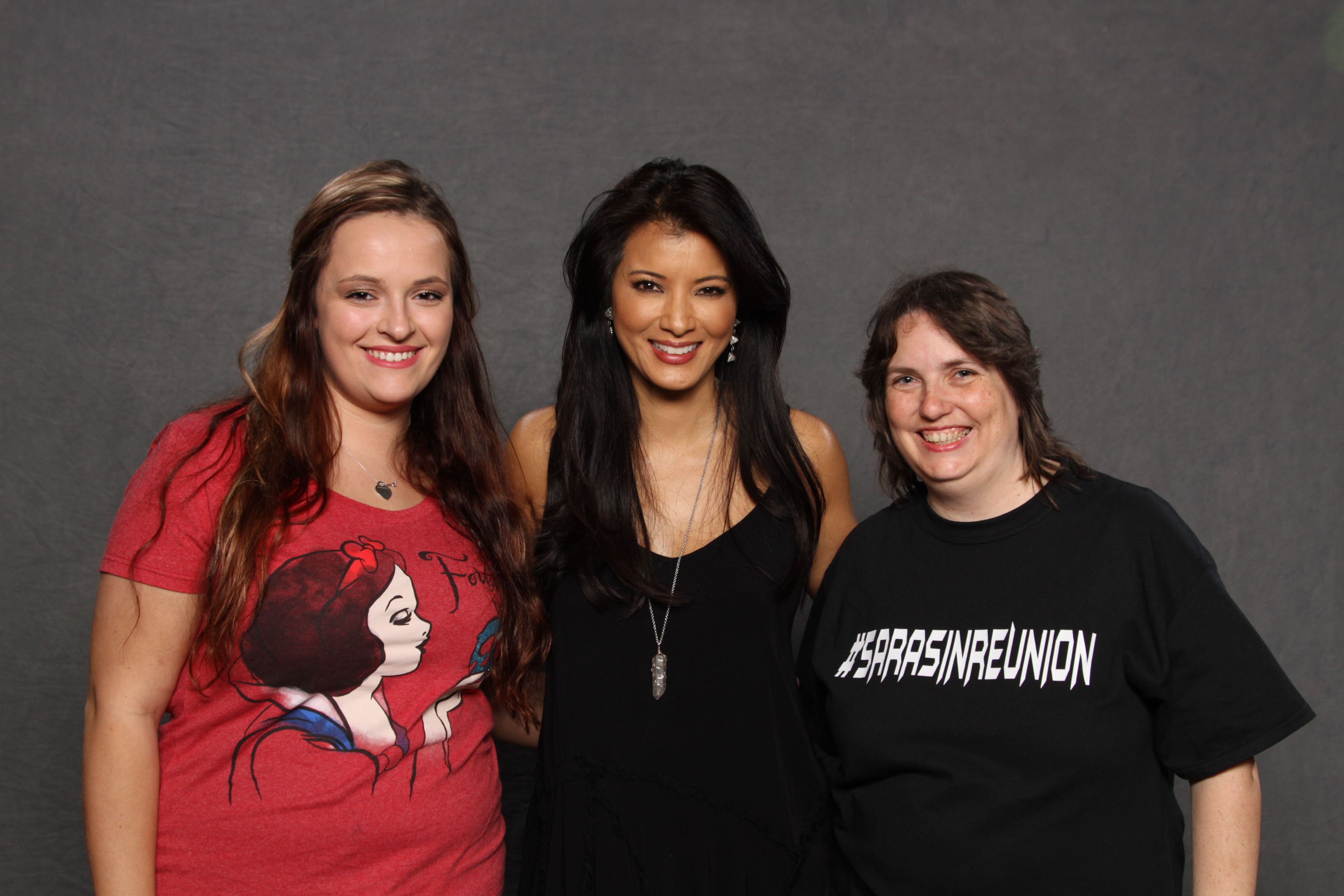
Kelly Hu interpreta Lana.
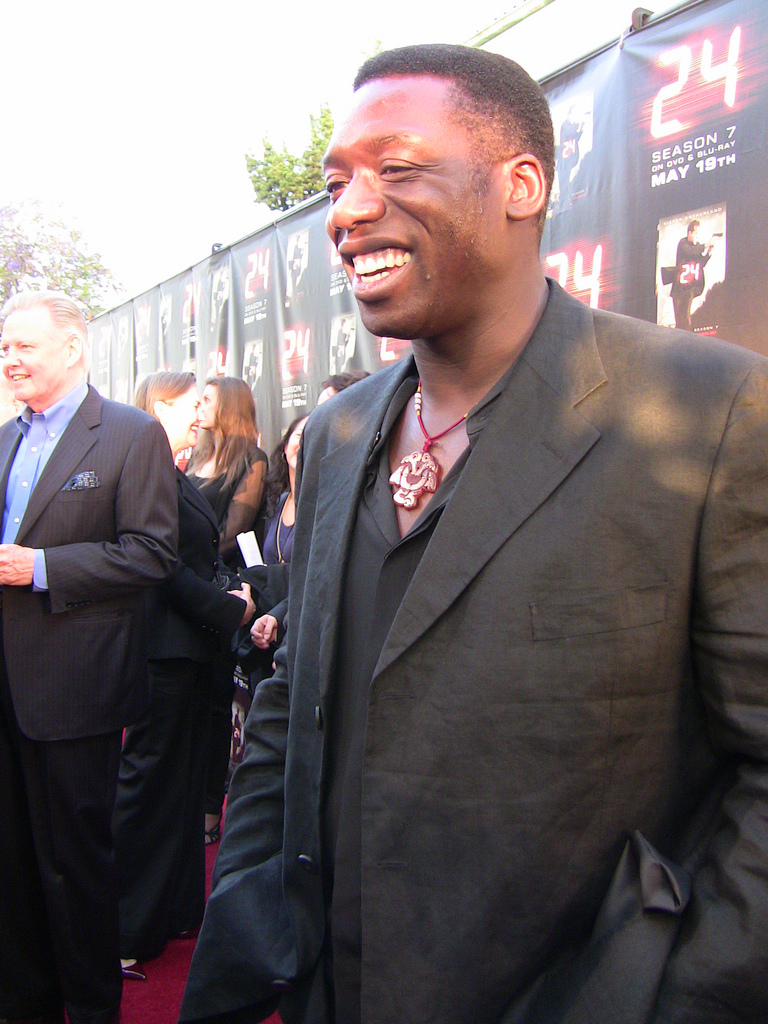
Hakeem Kae-Kazim interpreta Jomo.
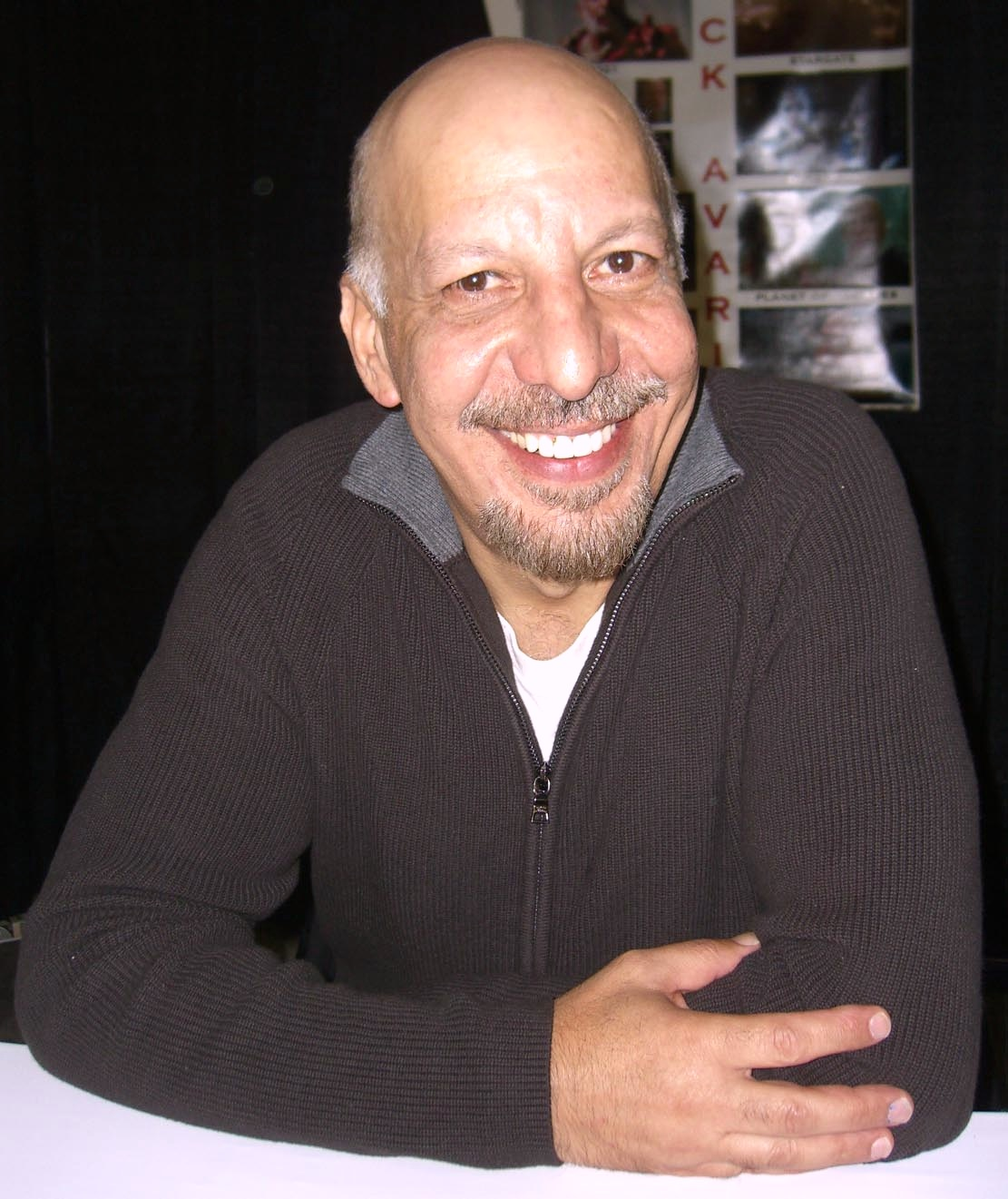
Erick Avari interpreta il Generale Samir.
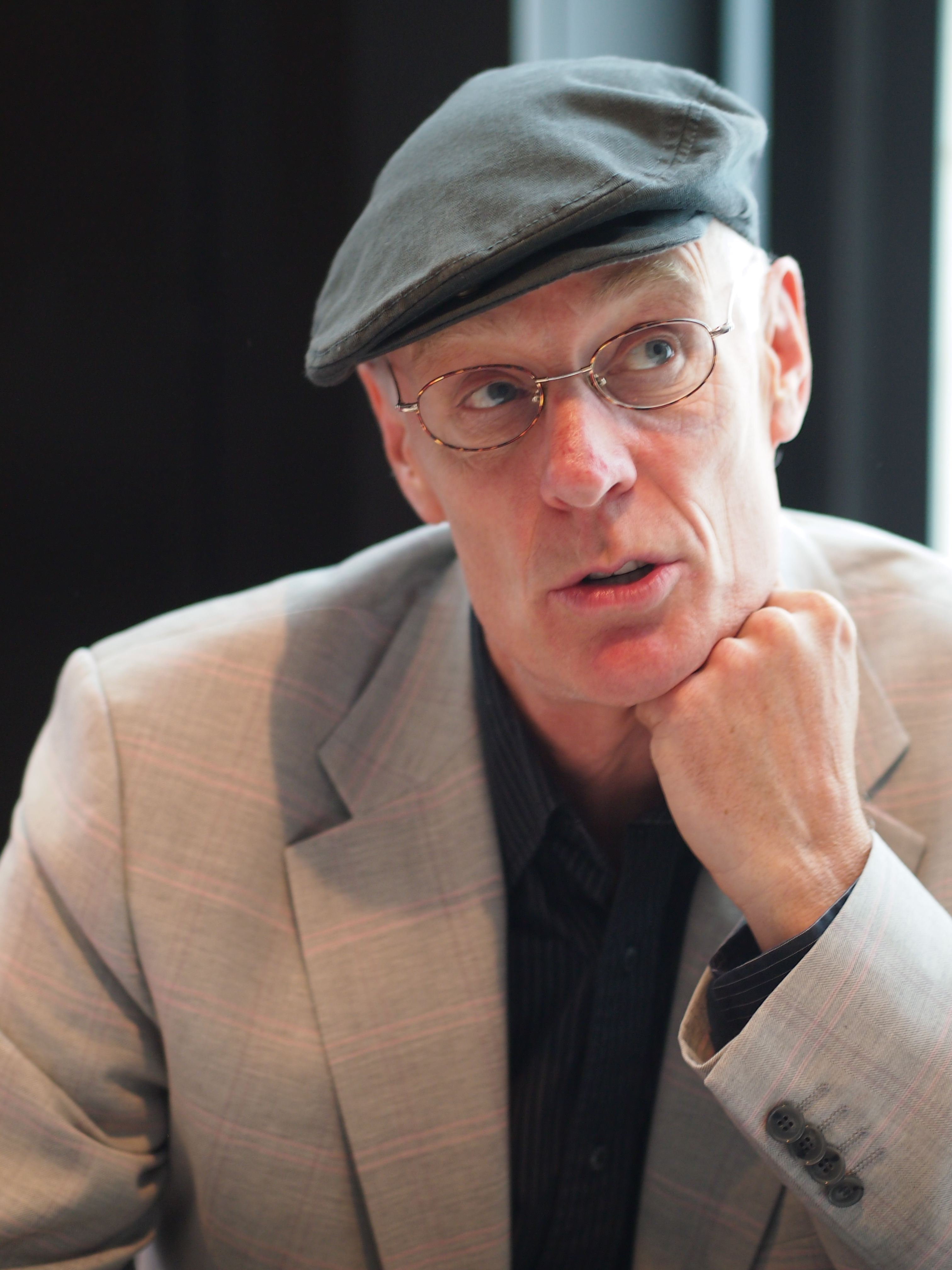
Matt Frewer interpreta Dulaque/Lancillotto.
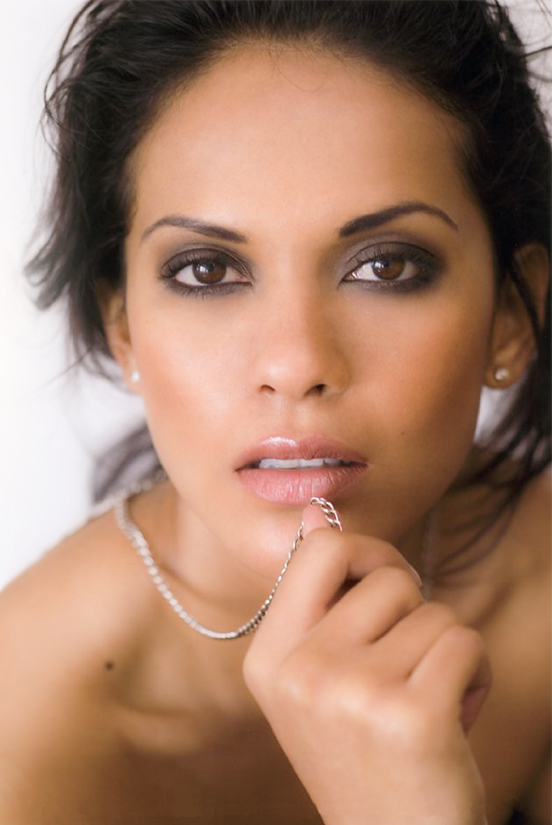
Lesley-Ann Brandt interpreta Lamia.
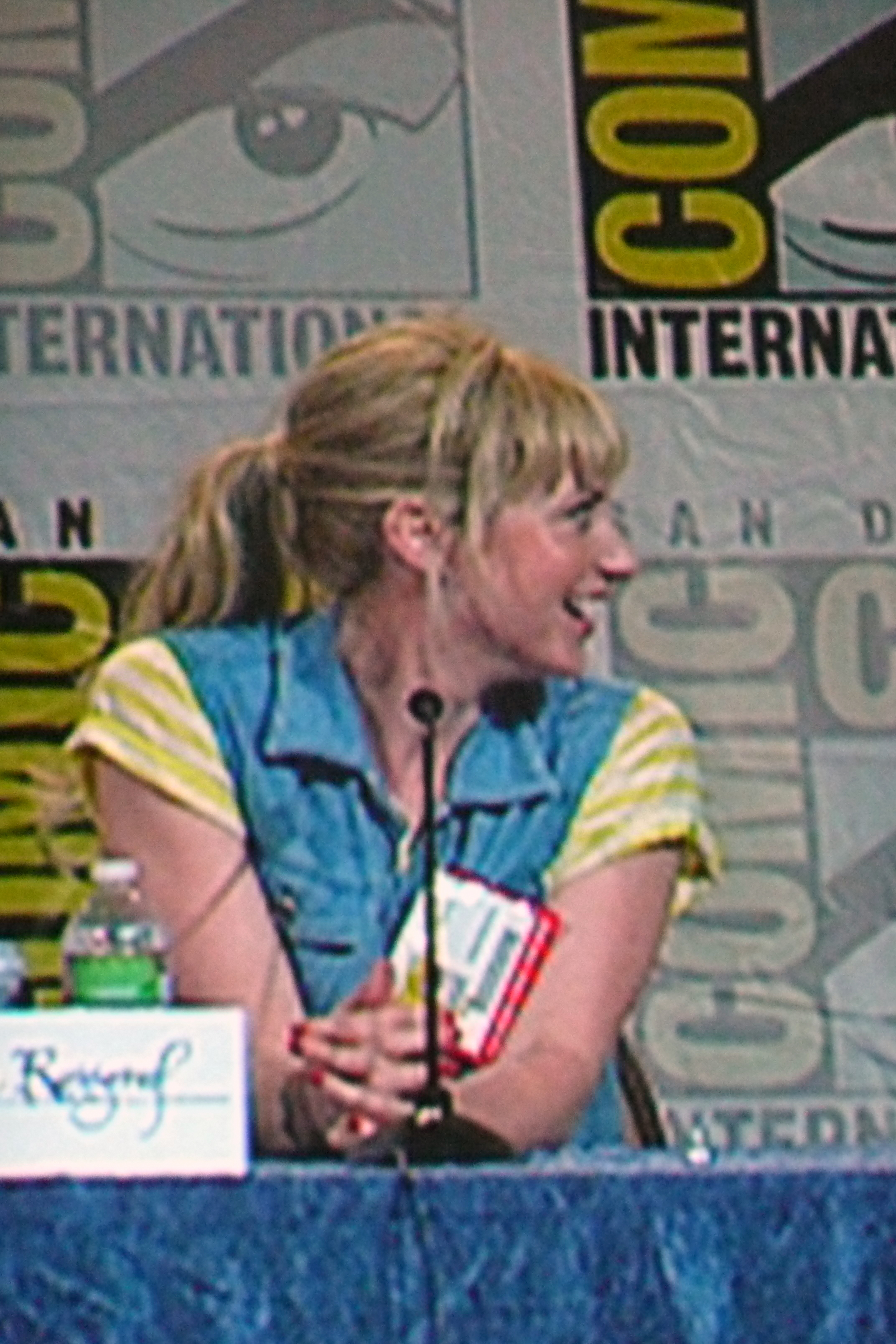
Beth Riesgraf interpreta la Dama del Lago.
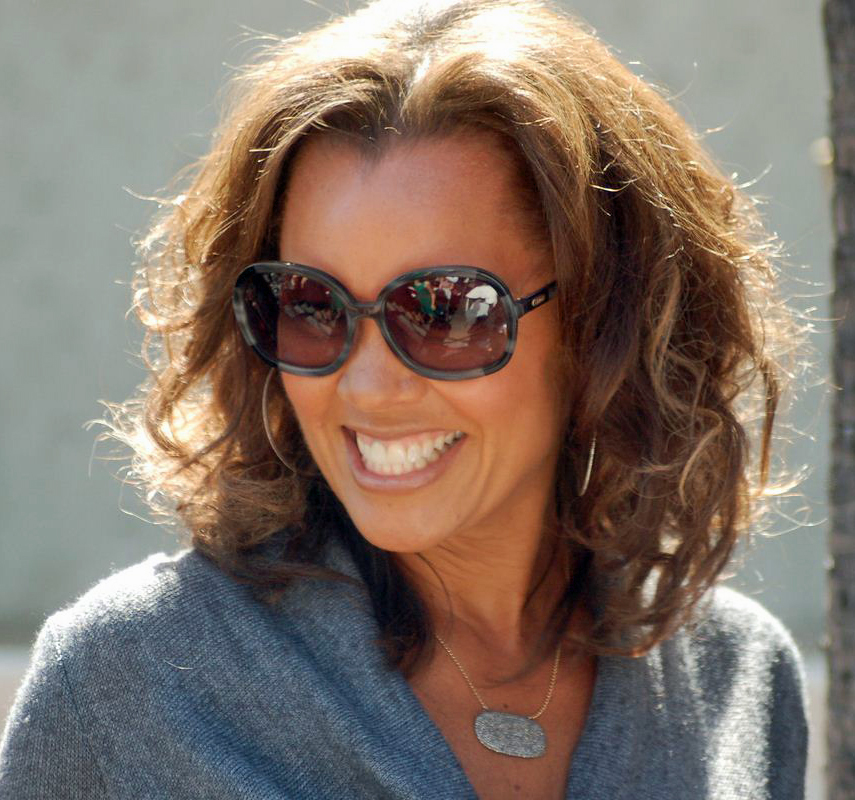
Vanessa L. Williams interpreta Cynthia Rockwell.